# El triunfo de la voluntad
El triunfo de la voluntad (título original en alemán: Triumph des Willens) es una película propagandística nazi dirigida por Leni Riefenstahl. Muestra el desarrollo del congreso del Partido Nacionalsocialista en 1934 en Núremberg, al que acudieron más de 700 000 militantes y simpatizantes. Se estrenó en 1935 y es una de las películas de propaganda más conocidas de la historia del cine.
La película incluye imágenes de miembros uniformados del partido desfilando, aunque aparecen relativamente pocos soldados alemanes, al son de conocidas marchas, además de partes de discursos de varios líderes nacionalsocialistas en el Congreso como Adolf Hitler. Fue Hitler quien encargó el filme y su nombre figura en los créditos iniciales. El tema principal de El triunfo de la voluntad es el regreso de Alemania a la categoría de potencia mundial, con Hitler como un mesías que devolverá la gloria a la nación. 
Las técnicas utilizadas por Riefenstahl, tales como cámaras en movimiento, teleobjetivos para crear una perspectiva distorsionada, fotografía aérea y un revolucionario enfoque en el uso de la música y la cinematografía, han hecho que El triunfo de la voluntad sea considerado como el documental político artístico mejor consumado en la historia del cine.
Riefenstahl ganó varios premios, no solo en Alemania, sino también en Estados Unidos, Francia, Suecia y otros países. Esta película ha influido en otros filmes, en el género documental y en la publicidad hasta el día de hoy.

## Argumento
El triunfo de la voluntad ha sido descrita como «hecha por nazis, para nazis y sobre los nazis». El filme comienza con un prólogo, el único comentario en toda la película. En un muro de piedra, aparece el siguiente texto: «El 5 de septiembre de 1934, ... 20 años después del estallido de la Guerra Mundial ... 16 años después del comienzo de nuestro sufrimiento ... 19 meses después del inicio del renacimiento alemán ... Adolf Hitler voló otra vez a Núremberg a inspeccionar las columnas de sus fieles seguidores».

## Contexto histórico
Poco después de su llegada al poder, Hitler me mandó llamar y me explicó que quería un filme acerca de un Congreso del Partido y que quería que yo lo hiciera. Mi primera reacción fue decir que yo no sabía nada acerca del modo en que funcionaba una cosa así o acerca de la organización del Partido, de modo que fotografiaría las cosas equivocadas y no complacería a nadie, aun suponiendo que pudiera hacer un documental, lo que nunca había hecho antes. Hitler dijo que era por esto exactamente por lo que quería que yo lo hiciera: porque cualquiera que supiera todo acerca de la importancia relativa de las personas y grupos y demás podría hacer un filme pedante y exacto, pero que esto no era lo que él quería. Él quería un filme que mostrara el congreso desde un ojo no experto que seleccionara solo lo que fuera artísticamente satisfactorio; en términos de espectáculo, supongo que se puede decir. Él quería un filme que movilizara, atrajera, impresionara a una audiencia que no estaba necesariamente interesada en la política.
Leni Riefenstahl[cita requerida]

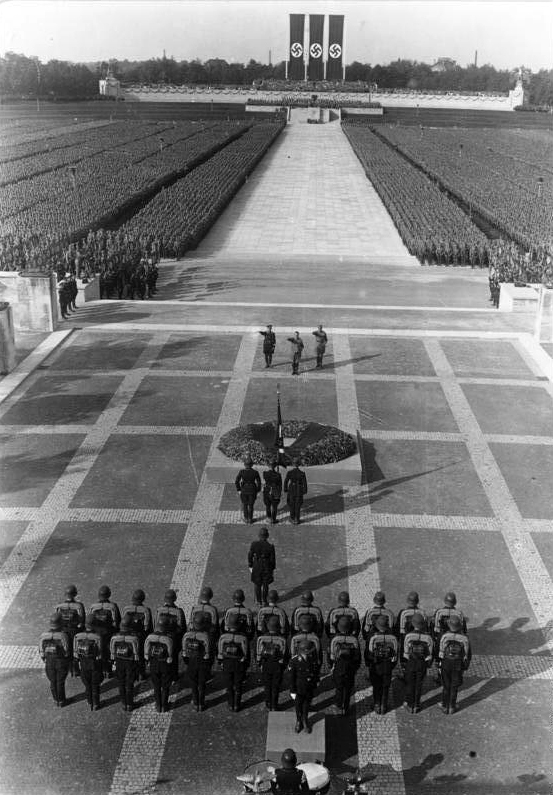
El Totenehrung (honoración a los muertos) durante el congreso de Núremberg de 1934, representado en una escena de la película.

Riefenstahl, una popular actriz alemana, había dirigido su primer filme Das Blaue Licht ("La luz azul") en 1932. Más o menos por la misma época escuchó por primera vez un discurso de Hitler en un mitin nazi y, según ella misma admitió, quedó impresionada. Más tarde comenzó a mantener correspondencia con él, situación que duraría años. Hitler, a su vez, quedó igualmente impresionado con Das Blaue Licht, y en 1933 le pidió a Riefenstahl que dirigiera un filme acerca del mitin nazi anual en Núremberg. Los nazis habían tomado el poder recientemente en un período de inestabilidad política (Hitler era el cuarto canciller en menos de cuatro años) y eran desconocidos por muchos alemanes, sin mencionar al resto del mundo.
Riefenstahl se mostró al principio renuente porque quería seguir haciendo filmes de ficción. Hitler insistió, y Riefenstahl accedió al fin a realizar un filme basado en el mitin de Núremberg de 1933 llamado Der Sieg des Glaubens. Sin embargo, el filme tuvo numerosos problemas técnicos, por la falta de preparación (Riefenstahl dijo haber tenido solo unos días para los preparativos) y la aparente aprensión de Hitler a ser filmado. Para empeorar las cosas, Riefenstahl tuvo que lidiar con la oposición de cargos del Partido, en particular con Joseph Goebbels, quien trató que el filme fuera lanzado por el Ministerio de Propaganda. Aunque a Sieg aparentemente no le fue tan mal en la taquilla, más tarde se volvió un motivo de escarnio para los nazis después de que el jefe de las SA, Ernst Röhm, quien había tenido un papel prominente en el filme, fuera ejecutado durante la Noche de los cuchillos largos.
En 1934, Riefenstahl no tenía deseos de repetir el fiasco de Sieg, por lo que inicialmente recomendó a un colega, el director Walter Ruttmann. El film de Ruttmann, que hubiera abarcado el ascenso del Partido Nazi desde 1923 hasta 1934 y que habría sido más abiertamente propagandístico (el texto de apertura de El triunfo es suyo), no atrajo a Hitler. Éste volvió a insistirle a Riefenstahl, quien cedió finalmente (todavía se debate cuán dispuesta se encontraba ella), después de que Hitler le garantizase su apoyo personal y le prometiera que impediría a los demás organismos nazis, específicamente el Ministerio de Propaganda, involucrarse con su filme.

## Influencias y legado

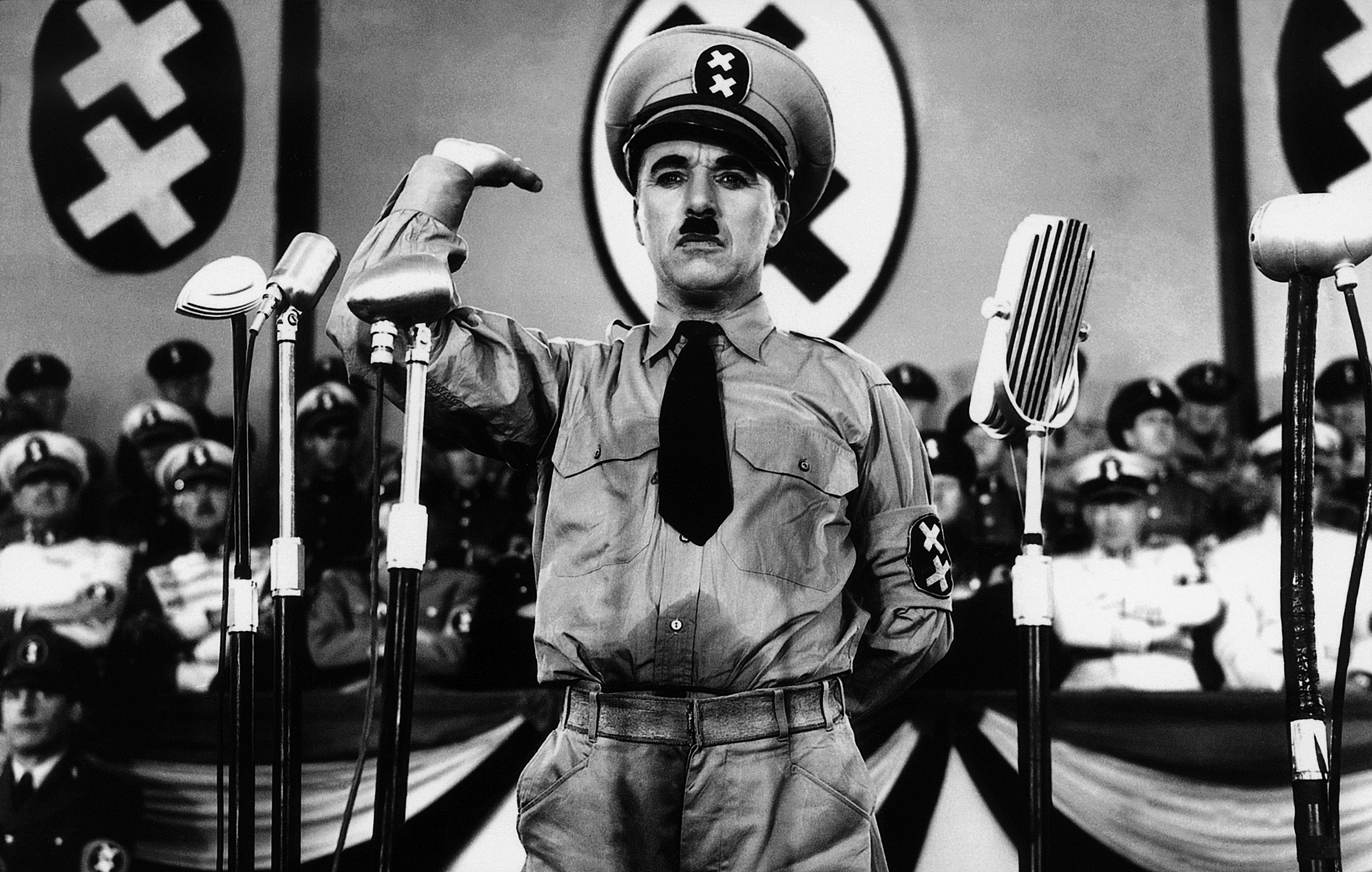
Charles Chaplin como Adenoid Hynkel en El Gran Dictador.

El Triunfo de la voluntad sigue siendo conocido por sus efectos visuales sorprendentes. Como señala un historiador, "muchas de las imágenes más perdurables del régimen nazi y su líder proceden de la película de Riefenstahl".
Amplios extractos de la película se utilizaron en el documental Mein Kampf de Erwin Leiser, producido en Suecia en la década de 1960. Riefenstahl demandó sin éxito a la productora sueca Minerva-Film por violación de derechos de autor, aunque sí recibió 40.000 marcos en compensación por parte de las distribuidoras alemanas y austríacas de la película.
La sátira clásica de Charlie Chaplin, El Gran Dictador (1940), está inspirada en buena medida por El Triunfo de la voluntad. La película ha sido estudiada por numerosos artistas y directores de cine contemporáneos, tales como Peter Jackson, George Lucas y Ridley Scott.